# Louis Papy
Louis Papy, né le 15 novembre 1903 à Mont-de-Marsan et mort le 28 mai 1990 à Bordeaux, est un géographe français.

## Biographie
Après avoir fait ses études à la faculté de Lettres de Bordeaux, Louis Papy obtient en 1926 l'agrégation d'Histoire Géographie et devient professeur en lycée (La Rochelle de 1926 à 1931 puis Bordeaux de 1931 à 1943). À partir de 1935 et jusqu'en 1975, il enseigne à la faculté de Lettres de l'université de Bordeaux, faculté dont il sera doyen de 1961 à 1971, après avoir été directeur de l'Institut de Géographie de 1945 à 1961,,,.
Il est l'auteur de deux thèses traitant des aspects naturels de la côte Atlantique. Parmi ses principales réalisations on trouve, en 1948 la fondation des Cahiers d'Outre-Mer, à partir de 1952 la co-direction de la « Revue Géographique des Pyrénées et du Sud-Ouest », et en 1976 la coordination de l'Atlas et géographie de la France moderne, publié chez Flammarion en 16 volumes. Ses travaux de recherche ont porté sur la vie régionale, avec de nombreuses publications centrées sur l'agglomération bordelaise, la forêt landaise, le vignoble girondin, l'Aunis et la Saintonge, et d'un autre côté sur le monde tropical tout particulièrement l'Afrique noire, les Antilles et le Brésil.
Le Doyen Louis Papy a reçu plusieurs décorations parmi lesquelles : officier de la Légion d'honneur, commandeur de l'ordre national du Mérite, commandeur de l'ordre d'Henri le Navigateur, en témoignage de reconnaissance pour son engagement dans les instances régionales, nationales et internationales où se décidait l'avenir de l'enseignement et de la recherche géographiques : de 1957 à 1971, il a présidé la commission de géographie du Centre National de la Recherche Scientifique ; il a obtenu la création à Bordeaux du Centre d'Études de Géographie tropicale (CEGET) et de la Maison des Sciences de l'Homme d'Aquitaine (MSHA).

Ce fut un formateur très apprécié d'enseignants et de chercheurs, mais aussi d'étudiants à qui il a appris à commencer par l'observation intelligente des paysages, lors d'excursions sur le terrain notamment. Louis Papy ne craignait pas d'ailleurs d'écrire « avec style » et ses descriptions, dans leur précision et leur technicité, par un procédé d'accumulation linguistique, pareil à un peintre juxtaposant ses touches, ont un lyrisme sous-jacent évocateur : 

« Une ligne blanche barrant l'horizon vers le couchant ; une terre émergeant à peine de 
l'Océan ; des falaises basses et fréquemment interrompues, laissant deviner la campagne 
que parsèment quelques bouquets d'arbres ; quand le temps est clair, les maisons blanches... »

Les Études géographiques qui lui ont été dédiées couvrent ses trois domaines d'élection : 
- le monde tropical, son morcellement, ses multiples cloisonnements avec les rapports de domination, des études sur les paysages agraires de l'Afrique noire, les milieux naturels du Cameroun ; l'économie de marché et divers produits tropicaux (café, bananes, ananas, coton...)
- la vie rurale,
- le Sud-Ouest de la France, en particulier ses villes et leur pratique par leurs habitants[18].

## Publications
- « Le « désert landais » », Revue géographique des Pyrénées et du Sud-Ouest, vol. 44, no 2,‎ 1973, p. 129-149 (lire en ligne, consulté le 16 octobre 2017).
- Les Landes de Gascogne et la côte d'Argent  (ill. Geneviève Papy), Toulouse, Privat, coll. « pays du sud-ouest », 1981 (1re éd. 1978), 191 p. (ISBN 978-2-7089-7104-2, présentation en ligne)
- « Paysages et gens de la Martinique », Cahiers d'outre-mer Année 1949 Volume 2 Numéro 8 pp. 355-370, vol. 2, no 8,‎ 1949, p. 355-370 (lire en ligne, consulté le 16 octobre 2017).
- « Les marais salants de l'Ouest, Étude de géographie humaine », Revue géographique des Pyrénées et du Sud-Ouest Année 1931 Volume 2 Numéro 2 pp. 121-161, vol. 2, no 2,‎ 1931, p. 121-161 (lire en ligne, consulté le 16 octobre 2017).
- « Bordeaux, marché national de la morue », Annales de Géographie, vol. 51, no 286,‎ 1942, p. 145-148 (lire en ligne, consulté le 16 octobre 2017).
- « Un Congrès de Géographie des pays tropicaux à Bordeaux », Cahiers d'outre-mer, vol. 19, no 5,‎ 1952, p. 289-296 (lire en ligne, consulté le 17 octobre 2017).
- « Le Centre Français d'Etudes Andines », Cahiers d'outre-mer, vol. 2, no 1,‎ 1948, p. 198 (lire en ligne, consulté le 17 octobre 2017).
- « Les rides anticlinales d'entre Garonne et Pyrénées », Annales de Géographie, vol. 54, no 296,‎ 1945, p. 309-311 (lire en ligne, consulté le 17 octobre 2017).
- « Les immigrants dans l'Entre-deux-Mers du Moyen Âge à nos jours », Annales de Géographie, vol. 46, no 261,‎ 1937, p. 304-306 (lire en ligne, consulté le 17 octobre 2017).
- « Les « barthes » de l'Adour », Annales de Géographie, vol. 47, no 269,‎ 1938, p. 532-534 (lire en ligne, consulté le 17 octobre 2017).
- « Une nouvelle revue d'études islamiques », Cahiers d'outre-mer, vol. 25, no 7,‎ 1954, p. 104 (lire en ligne, consulté le 17 octobre 2017).
- « L'Institut d'Études Centrafricaines à Brazzaville », Cahiers d'outre-mer, vol. 9, no 3,‎ 1950, p. 96-97 (lire en ligne, consulté le 17 octobre 2017).
- « Le Sidérolitbique et les molasses en Aquitaine », Annales de Géographie, vol. 54, no 296,‎ 1945, p. 311-312 (lire en ligne, consulté le 17 octobre 2017).
- « Le peuple Bateke (Afrique Equatoriale Française) », Revue de géographie jointe au Bulletin de la Société de géographie de Lyon et de la région lyonnaise, vol. 25, no 1,‎ 1950, p. 66-67 (lire en ligne, consulté le 17 octobre 2017).
- « Richesses et dévastations de la Forêt Landaise. Un désert aux portes de Bordeaux.... », Cahiers d'outre-mer, vol. 1e année, no 4,‎ octobre-décembre 1948, p. 297-333 (lire en ligne)